# Крымский подснежник
Крымский подснежник — ежегодный товарищеский футбольный турнир, который проводится в зимнее межсезонье в Крыму.

## История
Турнир был учреждён Федерацией футбола Украинской ССР и впервые прошёл в 1968 году. Команды были разделены на три группы, сыгравшие в Алуште, Симферополе и Ялте. Состояние газона футбольных полей в Крыму в зимние месяцы позволяло проводить игры в межсезонье Чемпионата СССР.
Первым победителем стал «Авагард» из Жёлтых Вод, обыгравший в финале симферопольскую «Таврию» (1:0). В дальнейшем турнир прошёл ещё пять раз подряд, после чего его розыгрыш был прекращён вплоть до середины 1990-х годов, когда его стала проводить Республиканская федерация футбола Крыма. Поскольку турнир проходил в зимнее время года, то в соревнование вмешивался погодный фактор. Так в 2004 году матч между луганской «Зарёй» и клубом «Красилов-Оболонь» не состоялся из-за начавшегося снегопада. В 2013 году «Крымский подснежник» не состоялся из-за финансовых причин. До аннексии Крыма Россией турнир являлся международным, где кроме крымских команд, выступали коллективы из Украины, России, Казахстана, Узбекистана, Молдавии и Латвии. В 2020 году за организацию места проведения матчей отвечали сами клубы-участники, а не Республиканская федерации футбола Крыма. Матчи того турнира были завершены на групповой стадии, после чего в финале должны были встретится победители каждой из подгрупп — симферопольские КСХИ и КТС. Однако матчи не были сыграны, хотя в июне 2020 года федерация планировала провести этот поединок.
Действующим победителем является евпаторийская Академия футбола Крыма, выигравшая «Крымский подснежник» в 2023 году. Всего в 33 сезонах «Крымского подснежника» команды не из Крыма побеждали 13 раз.

## Результаты

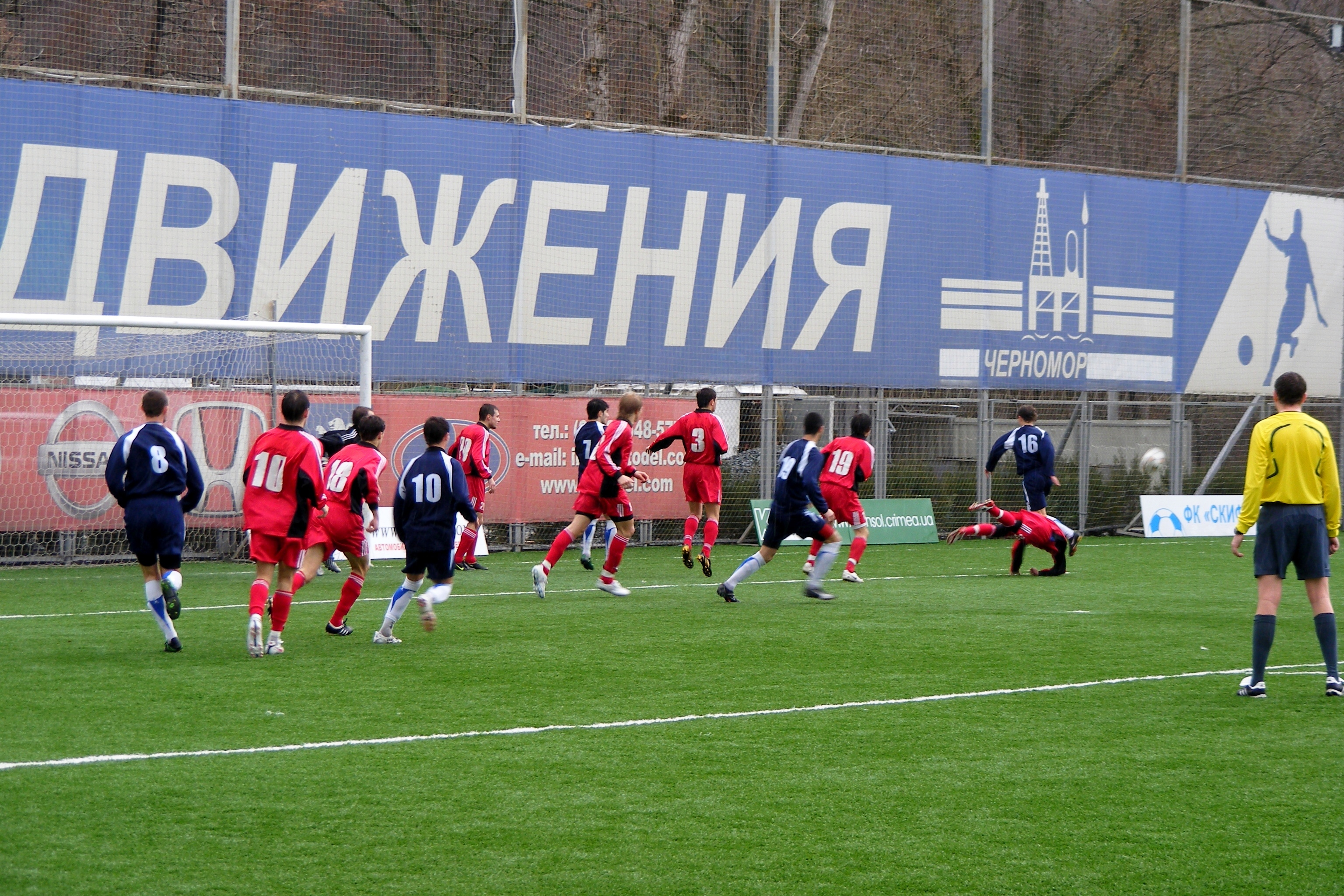
Финальная игра турнира 2010 года между дублем «Таврии» — «ЮИС-Сервисом»

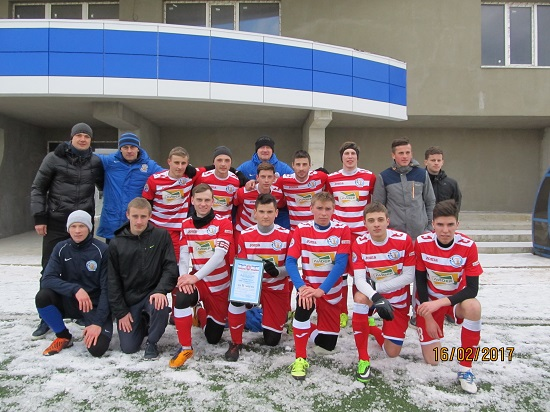
Команда Севастополя заняла в 2017 году второе место

| Год  | Уч. | Призёры                         | Призёры                        | Призёры                     | Призёры                            |
| Год  | Уч. | Победитель                      | 2-е место                      | 3-е место                   | 4-е место                          |
| ---- | --- | ------------------------------- | ------------------------------ | --------------------------- | ---------------------------------- |
| 1968 |     | Авангард (Жёлтые Воды)          | Таврия (Симферополь)           |                             |                                    |
| 1969 | 10  | СКА (Киев)                      |                                |                             |                                    |
| 1970 |     | Звезда (Кировоград)             |                                |                             |                                    |
| 1971 | 12  | Спартак (Сумы)                  | Кривбасс (Кривой Рог)          |                             |                                    |
| 1972 |     | Таврия (Симферополь)            | Строитель (Полтава)            |                             |                                    |
| 1973 |     | Шахтёр (Макеевка)               | Таврия (Симферополь)           |                             |                                    |
| 1994 |     | Заря-МАЛС (Луганск)             | Эвис (Николаев)                |                             |                                    |
| 1995 |     | Солли (Симферополь)             |                                | Нефтяник (Ахтырка)          | Титан (Армянск)                    |
| 1996 |     | Таврия (Симферополь)            |                                |                             |                                    |
| 1997 | 12  | Металлист (Харьков)             | Торпедо (Мелитополь)           |                             |                                    |
| 1998 |     | Таврия (Симферополь)            |                                |                             |                                    |
| 1999 | 8   | Прикарпатье (Ивано-Франковск)   | Таврия-дубль (Симферополь)     |                             |                                    |
| 2000 |     | Таврия (Симферополь)            |                                |                             |                                    |
| 2001 |     | Спартак (Сумы)                  | Авангард (Ровеньки)            | Титан (Армянск)             | Шахтер-3 (Донецк)                  |
| 2002 | 16  | Карпаты-2 (Львов)               | Шахтер-3 (Донецк)              |                             |                                    |
| 2003 | 10  | Шахтёр (Луганск)                | Динамо (Симферополь)           | Металлург-2 (Запорожье)     | Шахтер-3 (Донецк)                  |
| 2004 |     | Молния (Северодонецк)           | Амур (Благовещенск)            | Авангард-Интер (Луганск)    |                                    |
| 2005 | 4   | Динамо-ИгроСервис (Симферополь) | Таврия-дубль (Симферополь)     | Насаф                       | Рига                               |
| 2006 | 5   | Химик (Красноперекопск)         |                                |                             |                                    |
| 2007 | 5   | Кривбасс-дубль (Кривой Рог)     | Феникс-Ильичёвец (Калинино)    | Заря-дубль (Луганск)        | Химик (Красноперекопск)            |
| 2008 | 7   | Черноморнефтегаз (Симферополь)  | Полтава                        | Феникс-Ильичёвец (Калинино) | Заря-дубль (Луганск)               |
| 2009 | 5   | Форос                           | Черноморнефтегаз (Симферополь) | Таврия-мол. (Симферополь)   | Сборная ветеранов Крыма            |
| 2010 | 8   | Таврия-дубль (Симферополь)      | ЮИС-Сервис (Симферополь)       |                             |                                    |
| 2011 | 5   | Таврия-мол (Симферополь)        | Ильичёвец-мол (Мариуполь)      | СКИФ (Новопавловка)         | ЮИС-Сервис (Симферополь)           |
| 2012 | 6   | Форос (Ялта)                    | Севастополь-2                  | Ильичёвец (Мариуполь)       | Таврия (Симферополь)               |
| 2014 | 6   | Источное                        | Таврия U-21 (Симферополь)      | КВУОР (Краснолесье)         | Таврия U-19 (Симферополь)          |
| 2015 | 6   | СКИФ (Симферополь)              | Беркут (Евпатория)             | Источное                    | СКЧФ-мол. (Севастополь)            |
| 2016 | 5   | КФУ                             | Таврия-мол (Симферополь)       | КВУОР (Краснолесья)         | Молодёжная сборная Крыма           |
| 2017 | 5   | Крымтеплица-2                   | Севастополь                    | Юношеская сборная Крыма     | Кызылташ (Ялта)                    |
| 2021 |     | Черноморец (Севастополь)        | УОР (Краснолесье)              | Сборная Сакского района     |                                    |
| 2022 | 8   | Спарта-КТ (Аграрное)            | Авангард (Джанкойский район)   | Академия футбола Крыма      | Молодёжь (Красногвардейский район) |
| 2023 | 6   | АФК (Евпатория)                 | УОР (Краснолесье)              | КФУ (Симферополь)           | Автомобилист (Симферополь)         |
| 2024 | 4   | Заречное (Джанкойский район)    | Триад (Симферополь)            | Гвадрия (Феодосия)          | ГБУ СШ № 3 (Севастополь)           |